# سيمون سكوت (طبال)
سيمون سكوت (بالإنجليزية: Simon Scott)‏ هو طبال بريطاني، ولد في 3 مارس 1971 في كامبريدج في المملكة المتحدة.

## وصلات خارجية
- الموقع الرسمي
- سيمون سكوت على موقع ميوزك برينز (الإنجليزية)
- سيمون سكوت على موقع أول ميوزيك (الإنجليزية)
- سيمون سكوت على موقع ديسكوغز (الإنجليزية)